# GMS Endeavour
GMS Endeavour 6102 — споруджене для офшорної індустрії судно, основною функцією якого визначили використання як житлової платформи. Завдяки своєму крановому обладнанню також може брати участь у проведенні будівельних робіт.

## Характеристики
Судно спорудили у 2010 році на китайській верфі Sainty Yangzhou Shipbuilding (місто Янчжоу). За своїм архітектурно-конструктивним типом воно відноситься до самопідіймальних (jack-up) та має чотири опори довжиною по 94 метри, що дозволяє працювати в районах з глибинами моря до 65 метрів.
При виконання функції житлової платформи GMS Endeavour може обслуговувати від 106 до 142 осіб. Для доставки персоналу та вантажів судно обладнане гелікоптерним майданчиком.
Також він обладнаний краном вантажопідйомністю 230 тон, а робоча палуба площею 1035 м2 здатна прийняти 1600 тон вантажу.
До району виконання робіт судно пересувається самостійно, а точність встановлення на місце забезпечується системою дистанційного позиціонування DP2.

## Завдання судна
У 2011—2012 роках судно (разом з Sea Jack та Seajacks Leviathan) монтувало вітрові турбіни на британській ВЕС Шерингем-Шоал (Північне море біля узбережжя Норфолку). Первісно планувалось, що цю роботу виконуватиме самопідіймальне судно Nora, проте заворушення на індонезійській верфі завадили його своєчасному завершенню та змусили власників проекту Шерингем-Шоал підшукувати заміну.
У 2013 році GMS Endeavour залучили до робіт на вузловій офшорній трансформаторній підстанції DolWin alpha у німецькому секторі Північного моря. Його дообладнали 11 житловими модулями, призначеними для переміщення по завершенні робіт на зазначену підстанцію.
Ще однією платформою HVDC, на якій працювало судно, стала HelWin alpha.
Після цього в 2014 році GMS Endeavour забезпечувало проживання персоналу при роботах на трансформаторній підстанції ВЕС DanTysk (так само німецький сектор Північного моря).
А в 2016-му його використали при спорудженні підстанції Andalusia, котра входить до складу ВЕС Вікінгер (Балтійське море, між островами Рюген та Борнгольм).